# Norbert Wendelin Mtega
Norbert Wendelin Mtega (ur. 17 sierpnia 1945 w Kinyika) – tanzański duchowny rzymskokatolicki, w latach 1992-2013 arcybiskup Songea.

## Życiorys
Święcenia kapłańskie przyjął 14 listopada 1973. 28 października 1985 został prekonizowany biskupem Iringa. Sakrę biskupią otrzymał 6 stycznia 1986. 6 lipca 1992 został mianowany arcybiskupem Songea. 15 maja 2013 zrezygnował z urzędu.